# Västerås IK
Västerås IK, (utläses Västerås Idrottsklubb, förkortas VIK) är en allmän idrottsförening från Västerås i Sverige. Föreningen bildades 1913 ur resterna av den tidigare föreningen IF Svea. VIK har genom åren varit framgångsrika inom många idrotter, bland annat fotboll och ishockey.

## Bandy
Västerås IK gick till kvartsfinal i SM 1925 och slogs ut efter förlust med 1-10 mot IK Göta.

## Fotboll
Redan vid starten 1913 hade föreningen ett fotbollslag, vilket bestod av spelare som tidigare tillhört IF Svea. Västerås IK deltog i den allra första upplagan av Fotbollsallsvenskan säsongen 1924/1925. Vistelsen där blev endast ettårig. Endast två matcher vanns (3-1 borta mot Hammarby IF och 1-0 borta mot IFK Norrköping), den sammanlagda tabellraden blev 2 segrar, 5 oavgjorda, 15 förluster och smått otroliga 21-66 i målskillnad. Efter degraderingen från allsvenskan 1925 har framgångarna varit modesta för herrlaget, mestadels har det blivit spel i Division III medan Västerås SK och IFK Västerås emellanåt figurerat högre upp i seriepyramiden. Flickor välkomnades i föreningen 1983 och föreningens första damlag deltog i seriesammanhang 1988.

## Friidrott
Från starten 1913 drevs verksamhet inom friidrott. Man har under åren haft flera kända utövare som till exempel Erik Carlgren (400 meter), Birger Nyberg (tresteg), Per-Ola Olsson (kortdistans), Sune Blomqvist (slägga), Bo Forssander (häcklöpning), Ann-Marie Wikner (kortdistans) och Kjell Bystedt (slägga).
När föreningens sektionerna delades i separata klubbar 1980 bildade friidrottssektionen IK VIK Friidrott. Klubben slogs 1989 samman med dåvarande IFK Västerås friidrottssektion och bildade Västerås Friidrottsklubb.

## Handboll
Västerås IK vann inomhus-SM i handboll 1938. Klubben spelade i Allsvenskan, den då högsta divisionen, under säsongerna 1941/1942 och 1942/1943 samt från säsongen 1945/1946 till 1950/1951. Den mest framskjutna placeringen under dessa år blev den tredjeplats man erövrade 1942. Laget ligger med det på 28:e plats i maratontabellen för Allsvenskan/Elitserien 1934-2006.

## Ishockey
I ishockey spelade klubben i Sveriges högsta division flera säsonger från slutet av 1940-talet till början av 1970-talet. Man placerade sig som SM-trea och vann lilla silver två gånger i början på 1960-talet. Det dröjde dock till säsongen 1988 innan klubben tog steget upp i Elitserien.

## Supportergrupperingar
Gulsvart Ultras är en ultrasgrupp som bildades 2002. Förkortas oftast GSU eller GSU'02. Det är en helt fristående grupp från klubben VIK men samarbetar med den officiella supporterklubben VIK Support i frågor rörande läktarkulturen kring VIK.[källa behövs]